# Râul Valea Obielei
Râul Valea Obielei este un curs de apă, afluent al râului Prahova. 